# KBS N 플러스
KBS N 플러스(KBS N Plus)는 KBS N의 유료 텔레비전 채널이다. 2017년 6월 1일에 개국했고, 2024년 12월 31일에 폐국했다.

## 채널 이름 및 로고 변천사

### 채널 이름
- 2017년 6월 1일 ~  2024년 12월 31일 : KBS N 플러스

## 슬로건
- 삶을 리드하는 채널
- 여자, 삶을 리드하다
- 스토리가 있는 채널

## 프로그램

### 드라마
- 풀 하우스
- 누가 뭐래도
- 태양의 후예
- 구르미 그린 달빛
- 비밀의 남자
- 엄마가 뿔났다
- 속아도 꿈결
- 목욕탕집 남자들
- 부부클리닉 사랑과 전쟁
- 부모님 전상서
- 부부클리닉 사랑과 전쟁 2
- 미스 몬테크리스토
- 포도밭 그 사나이
- 빨강구두
- 오! 필승 봉순영
- 동안미녀
- 공주가 돌아왔다
- 열여덟 스물아홉
- 하나뿐인 내편

### 예능
- 박원숙의 같이 삽시다
- 유머 1번지
- 슈퍼맨이 돌아왔다
- TV는 사랑을 싣고
- 트롯 매직유랑단
- 가요무대
- 1 대 100
- 코미디 스토리

### 교양
- 동네 한 바퀴
- 2TV 생생정보
- 골든타임
- 인생극장 브라보머니